# Claude Cochin
Pour les articles homonymes, voir Cochin.
Pour les autres membres de la famille, voir Famille Cochin.
Claude Cochin, né le 18 novembre 1883 à Évry-Petit-Bourg (Seine-et-Oise) et mort le 31 décembre 1918 à Paris, est un historien et homme politique français.

## Biographie
Après des études à l'École des chartes, où il soutient une thèse sur l'évêque janséniste d'Angers Henri Arnauld, il est membre de l'École française de Rome. C'est au cours de ses études et à Rome qu'il se lie d'amitié avec Robert André-Michel (1884-1914) dont il écrit la nécrologie en novembre 1914.
En 1910, il est élu conseiller général de Bourbourg, puis en 1914 député du Nord, succédant dans les deux cas à son père, Henry Cochin. Comme lui et comme son oncle Denys Cochin, il appartient à l'Action libérale.
Militaire de la classe 1903, il est mobilisé avec le grade de lieutenant à l'Etat-Major de la 55e Division d'Infanterie, Croix de guerre avec 3 citations
Cette carrière parlementaire, qui s'annonce brillante, est brisée par l'épidémie de grippe de 1918 : atteint de cette maladie, Claude Cochin meurt à Paris dans la nuit du 30 au 31 décembre, à l'âge de 35 ans. 
Une statue à sa mémoire est placée au premier étage de la mairie de Bergues. 

## Publications
- Claude Cochin, Recherches sur Stefano Colonna, prévôt du chapitre de Saint-Omer, cardinal d'Urbain VI et correspondant de Pétrarque, Paris, Picard, 1906.

- Claude Cochin, Anthologie des Écrivains Morts à la Guerre - 1914-1918, t. 4, Amiens, Edgar Malfère, coll. « Bibliothèque du Hérisson », 1926, « Robert André-Michel (1884-1914) », p. 556-558

- Claude Cochin, Henry Arnauld, évêque d'Angers (1597-1692), Paris, Picard, 1921.

## Source
- « Claude Cochin », dans le Dictionnaire des parlementaires français (1889-1940), sous la direction de Jean Jolly, PUF, 1960 [détail de l’édition]